# La Foule en délire
Pour l’article homonyme, voir The Crowd Roars.
Pour plus de détails, voir Fiche technique et Distribution.
La Foule en délire (The Crowd Roars) est un film américain réalisé par Richard Thorpe, sorti en 1938.

## Synopsis
Adolescent, Tommy McCoy a du mal à gagner quelques sous pour aider sa mère, l'argent étant souvent bu par son père Brian, un ancien acteur. Un jour qu'il bat son adversaire lors d'une bagarre, il est remarqué par le champion Johnny Martin, qui le sponsorise pour une tournée. Lorsque sa mère meurt, son père regrette son comportement mais continue à boire et à jouer. 
Des années plus tard, Tommy est devenu un boxeur reconnu, mais il tue accidentellement un adversaire et il est surnommé "Killer McCoy" par la presse. Lorsque son père vend son contrat à Jim Cain, un parieur, il se retrouve obligé à gagner des matches truqués. Alors qu'il s'entraîne dans la propriété des Carson, le vrai nom de Cain, il rencontre Sheila Carson. Ils tombent amoureux et se voient en secret, et Tommy envisage d'arrêter la boxe. Comme il s'apprête à entrer sur le ring pour un match de championnat, il apprend que Sheila et Brian ont été enlevés par un parieur, "Pug" Walsh, qui attend de Tommy qu'il perde au 8e round. Mais lorsqu'il aperçoit Sheila saine et sauve, il met son adversaire KO. Brian, qui avait feint une crise cardiaque pour permettre à Sheila de s'enfuir, est tué par un des ravisseurs. Tommy et Cain deviennent finalement amis et Sheila promet de les tenir dans le droit chemin. 

## Fiche technique
- Titre original : The Crowd Roars
- Titre français : La Foule en délire
- Réalisation : Richard Thorpe
- Scénario : Thomas Lennon, George Bruce, George Oppenheimer
- Direction artistique : Cedric Gibbons
- Costumes : Dolly Tree
- Photographie : John F. Seitz, Oliver T. Marsh
- Son : Douglas Shearer
- Montage : Conrad A. Nervig
- Musique : Edward Ward
- Production : Sam Zimbalist
- Société de production : Metro-Goldwyn-Mayer
- Société de distribution : Loew's Inc.
- Pays de production :  États-Unis
- Langue originale : anglais
- Format : noir et blanc — 35 mm — 1,37:1 — son Mono (Western Electric Sound System)
- Genre : drame
- Durée : 90 minutes
- Dates de sortie : 
  - États-Unis :5 août 1938
  - France : 26 avril 1939

## Distribution
- Robert Taylor : Tommy McCoy
- Edward Arnold : Jim Cain
- Frank Morgan : Brian McCoy
- Maureen O'Sullivan : Sheila Carson
- William Gargan : Johnny Martin
- Lionel Stander : "Happy" Lane
- Jane Wyman : Vivian
- Nat Pendleton : "Pug" Walsh
- Charles D. Brown : Bill Thorne
- Gene Reynolds : Tommy McCoy, jeune
- Donald Barry : Pete Mariola
- Donald Douglas : Murray
- Isabel Jewell : Mme Martin
- J. Farrell MacDonald : Père Patrick Ryan
- Horace McMahon : Rocky Simpson
- Maxie Rosenbloom : lui-même
- Jimmy McLarin : lui-même
- Jack Roper : lui-même
- Paul Fix : Joe, le garde du corps de l’entrepôt
- Emma Dunn : Laura McCoy

## Production
- Victor Fleming dirigea deux scènes additionnelles mi-juillet 1938, car Richard Thorpe était pris par un autre tournage[1].